# Camponotus galla
Camponotus galla é uma espécie de inseto do gênero Camponotus, pertencente à família Formicidae.